# 冀国夫人叶氏太君墓
29°46′15.72″N 121°41′57.20″E / 29.7710333°N 121.6992222°E
冀国夫人叶氏太君墓是南宋丞相史浩曾祖母叶氏的墓葬。墓葬位于今浙江省宁波市鄞州区境内，东钱湖镇下水村后长乐里山南坡，由鸟鸣桥、墓道石刻、石阶和墓穴组成，1935年曾维修。2001年，墓道作为东钱湖石刻的一部分被列入全国重点文物保护单位。

## 历史

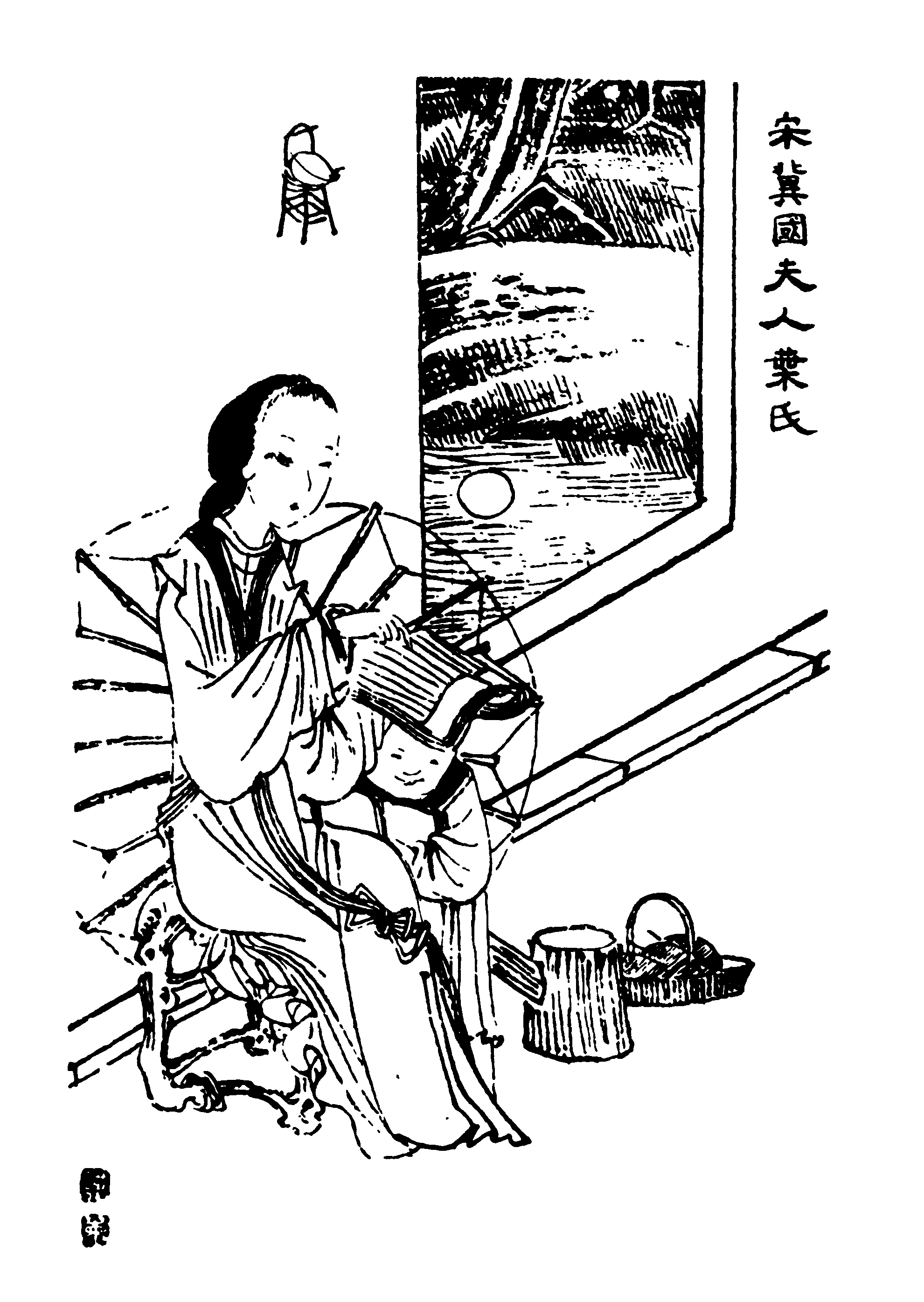
清代畫家虞琴描繪的宋冀國夫人葉氏（出自《四明人鑑》）

叶太君全名叶玉英，为慈溪县人，史浩曾祖父史简夫人。史简去世后，叶太君独自抚养遗腹子史诏，日后形成鄞县史氏的庞大家族，并有“一门三宰相，四世两封王”。叶太君86岁离世，葬于下水村后长乐里山南坡。因史简火葬，后人在叶太君墓穴东附设其画像，故世人称墓葬为叶氏夫人墓:1313。墓葬最初没有神道，史浩任南宋宰相后，为叶太君墓增建神道和石像生，并兴建无量寿庵供奉史简夫妇、史诏夫妇，此后屡毁屡建。清嘉庆年间，史氏后裔孙春亭修复叶太君墓及无量寿庵:1314。1935年，余姚史氏后裔修葺墓葬，造鸟鸣桥，并立“昭兹来许”碑一方。文化大革命期间，石像生及墓道坊被毁。1993年，史氏后裔自附近迁来若干石像。

## 形制
叶氏太君墓位于东钱湖镇下水村后长乐里山南坡，面朝下水溪河谷平地，周边有馒头山、黄泥山等山丘，并可远望福泉山，民间有“九十九山峰汇聚朝向长乐里山”之说。
墓葬现存鸟鸣桥、神道、石阶、墓穴及神道石刻、水池及无量寿庵。神道已残，现存一小段长1.8、宽1.2米的石板路，两侧原有石像生从南至北分别为石笋、石羊、石虎、石马、武将、文官，仅一石笋保存完好，其余均已残损。尚存的石笋高2.85米，直径0.28米，表面尚可见笋壳。神道周边尚存武将头像及躯体、牌楼瓜楞柱等残件。1993年史氏后裔自附近收集近十余件石刻排列在神道两旁，分别有石笋一对，石羊、石虎各二对，另有民国二十五刻“昭兹来许”碑一方，其上记载了维修墓葬的始末和资金来源。墓道近石阶处有一口小池。
石阶共20级，其上为墓穴。墓穴周围有古松环绕。封土馒头状，直径3米，外观完好，周围有石砌围墙，前有墓碑，由余姚史氏后裔建于1935年，上书“宋冀国夫人叶氏太君墓”。无量寿庵始建于南宋，前后两进，现存建筑为厢房和三间硬山顶后殿，其余建筑均为新建。

## 保护
1997年8月，叶氏太君墓作为东钱湖石刻群的一部分被列入浙江省文物保护单位:459，2001年，以东钱湖石刻的名义列入第五批全国重点文物保护单位。墓葬保护范围以叶太君墓碑为中心向南北延伸64米，东西延伸至座山之山流流水。墓道设有24小时电子监控以防止盗窃和破坏文物。

## 图片

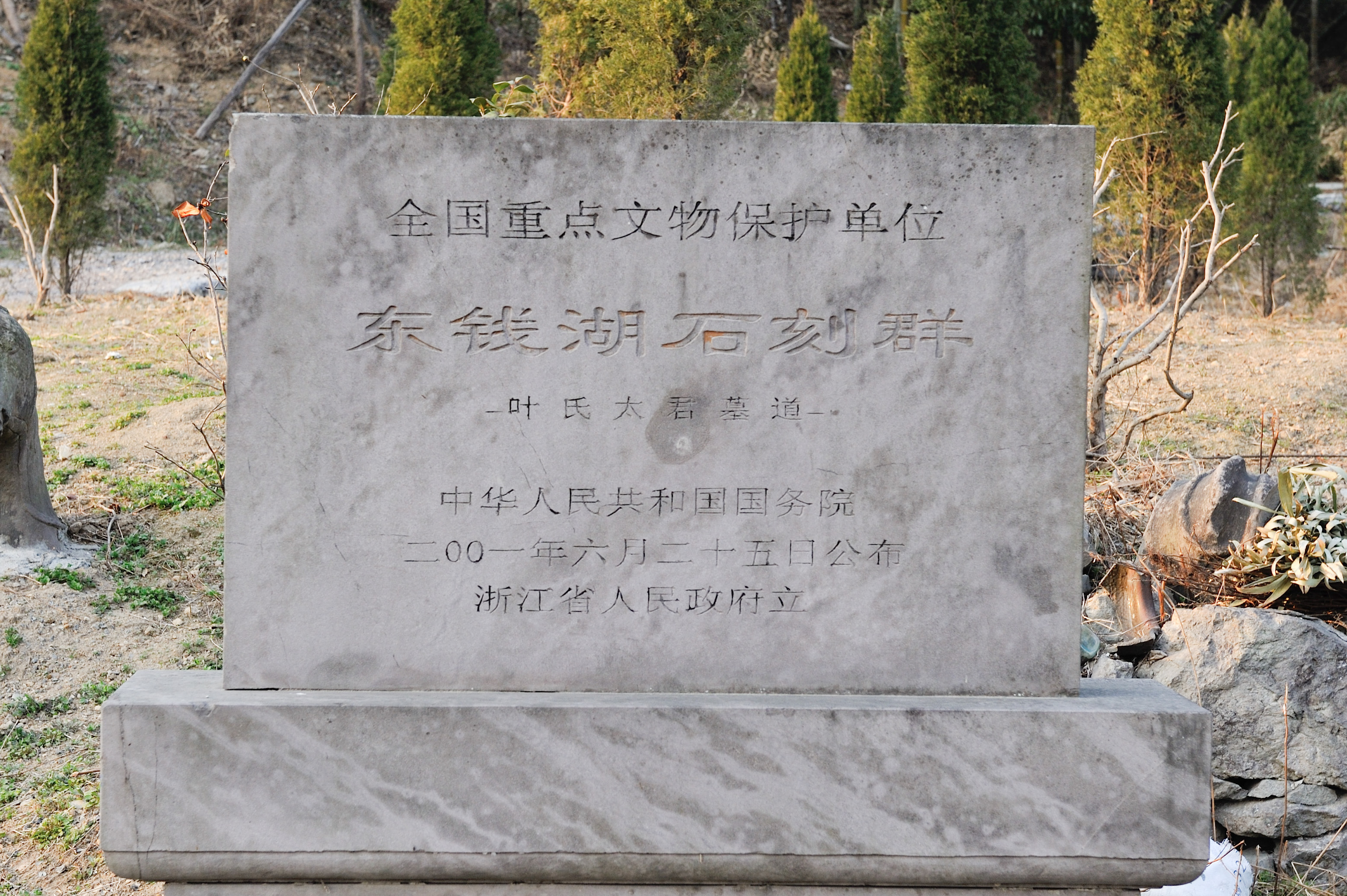
文物保护碑
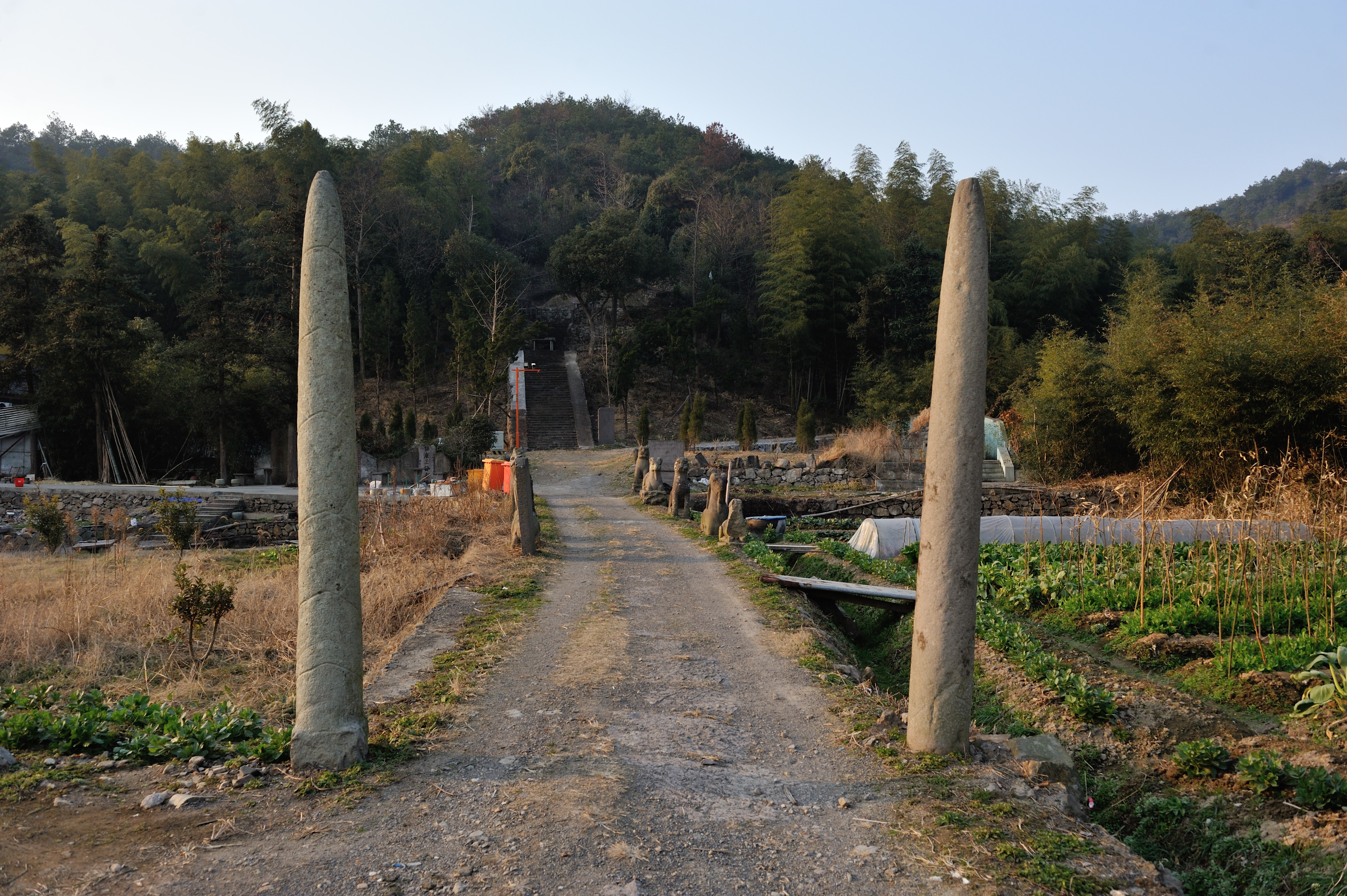
石笋
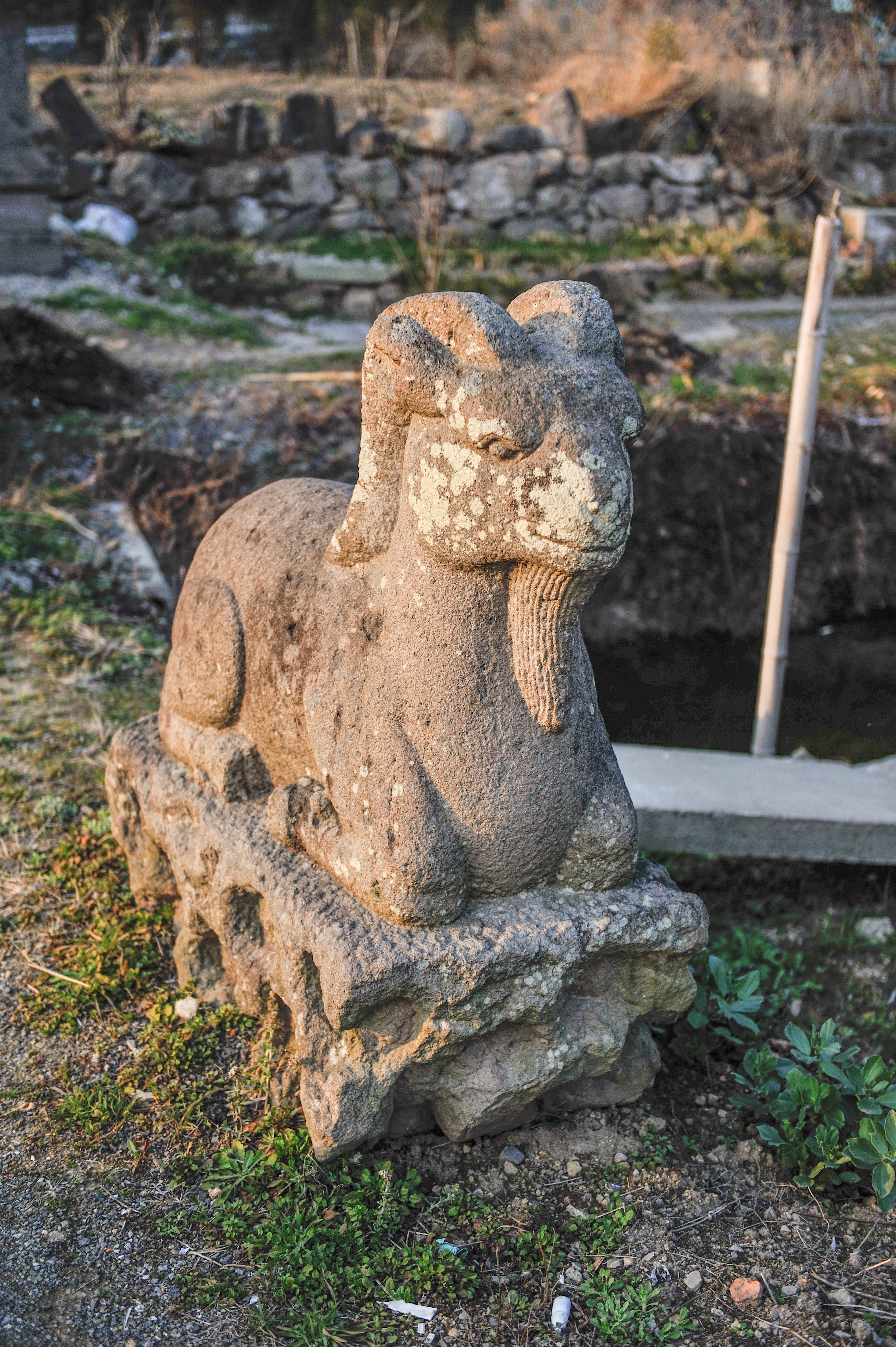
石羊
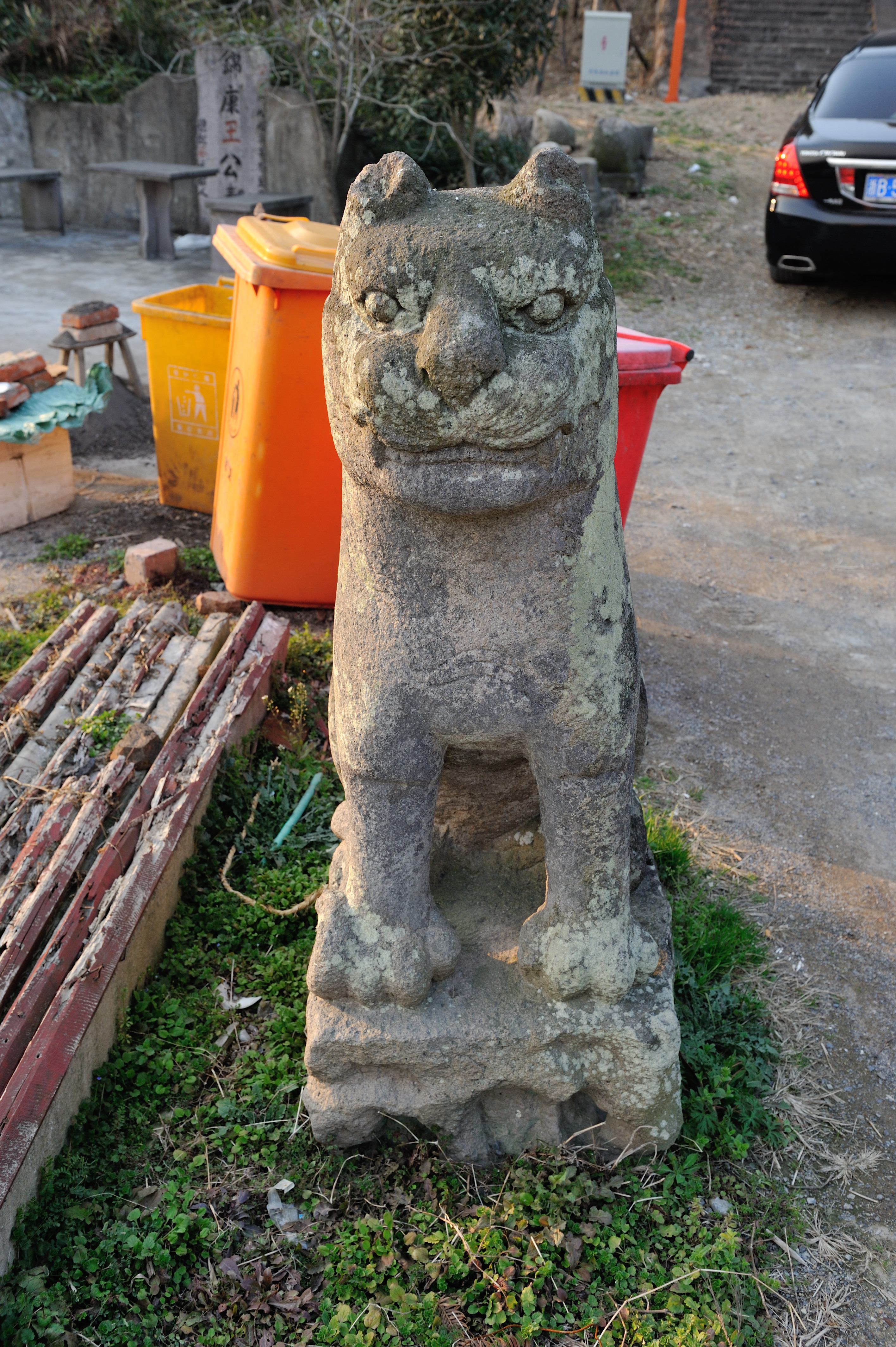
石虎
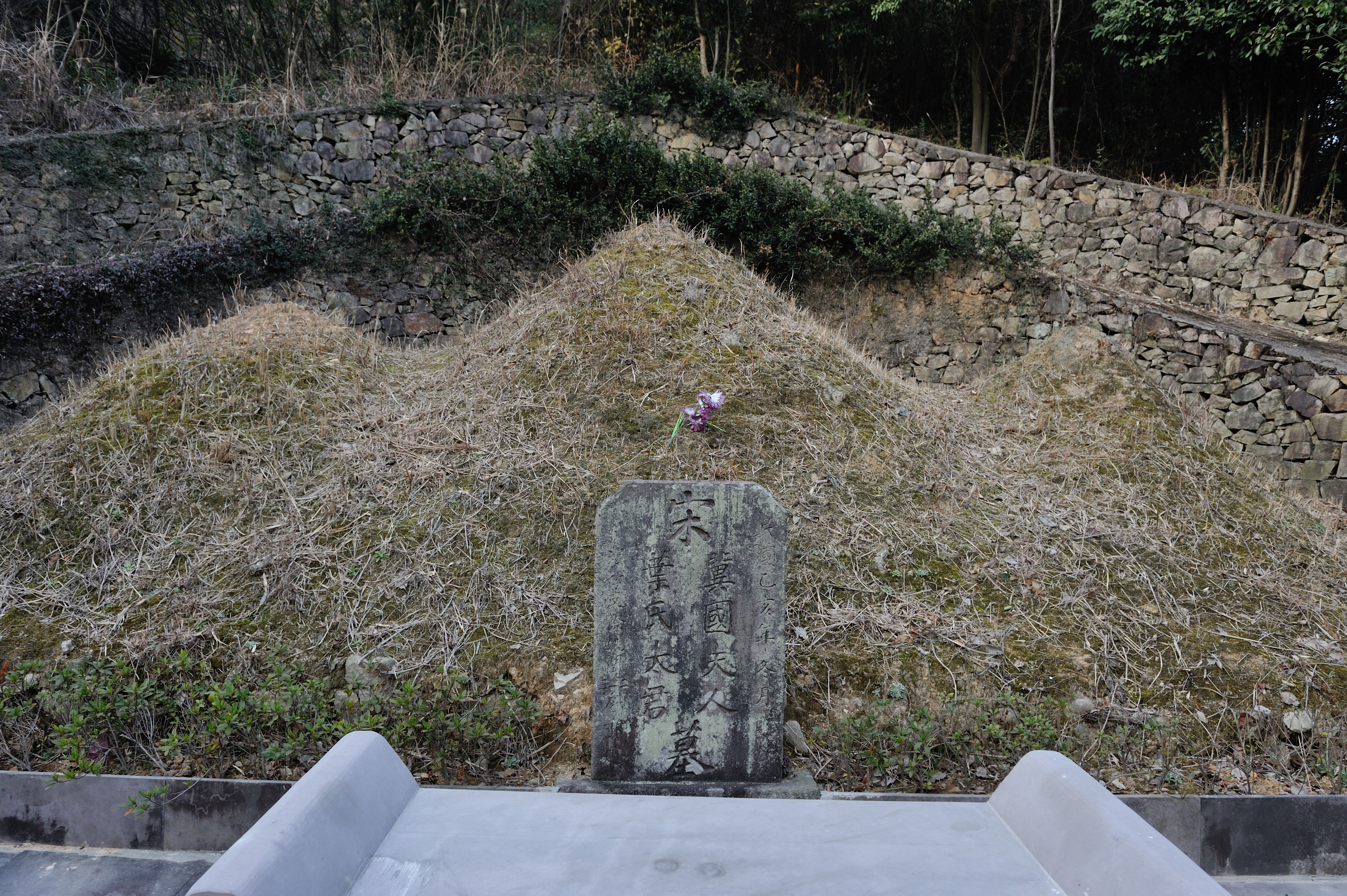
墓碑和墓穴